# Leichtathletik-Weltmeisterschaften 2022/Teilnehmer (Mongolei)
| Gelbes Symbol für Goldmedaillen mit stilisierten Olympischen Ringen | Graues Symbol für Silbermedaillen mit stilisierten Olympischen Ringen | Braundes Symbol für Bronzemedaillen mit stilisierten Olympischen Ringen |
| ------------------------------------------------------------------- | --------------------------------------------------------------------- | ----------------------------------------------------------------------- |
| —                                                                   | —                                                                     | —                                                                       |

Der Leichtathletikverband der Mongolei nahm an den Leichtathletik-Weltmeisterschaften 2022 in Eugene teil. Eine Athletin und drei Athleten wurden vom mongolischen Verband nominiert.

## Ergebnisse

### Männer

#### Laufdisziplinen
| Athlet                         | Disziplin | Finale       | Finale |
| Athlet                         | Disziplin | Zeit         | Platz  |
| ------------------------------ | --------- | ------------ | ------ |
| Bat-Otschiryn Ser-Od           | Marathon  | 2:11:39 h SB | 26     |
| Dambadardschaagiin Gantulga    | Marathon  | DNF          | DNF    |
| Tseweenrawdangiin Bjambadschaw | Marathon  | 2:14:44 h    | 42     |

### Frauen

#### Laufdisziplinen
| Athletin                 | Disziplin | Finale    | Finale |
| Athletin                 | Disziplin | Zeit      | Platz  |
| ------------------------ | --------- | --------- | ------ |
| Bajartsogtyn Mönchdsajaa | Marathon  | 2:46:09 h | 30     |